# Lycée Pasteur
A Lycée Pasteur egy állami középiskola Neuilly-sur-Seine-ben, Párizs egy elővárosában. A nagy iskolák előkészítő osztályaival van felszerelve, és a falai között kialakított főiskolával egy iskolakomplexumot alkot. Nevét Louis Pasteur tudósról kapta.
Az 1912-ben épült és 1914 nyarán elkészült épületet az első világháború elején rekvirálták, és a Párizsi Amerikai Kórház által létrehozott kórháznak adott otthont, amely szintén Neuilly-ben található, és amely a háború alatt is a helyén marad.

## Ismert diákok
- Lucas Bravo, francia színész és modell
- François Hollande, francia politikus
- Bernard-Henri Lévy, francia író, filozófus, filmes

## Fordítás
- Ez a szócikk részben vagy egészben  a   Lycée Pasteur (Neuilly-sur-Seine) című francia Wikipédia-szócikk ezen változatának fordításán alapul.  Az eredeti cikk szerkesztőit annak laptörténete sorolja fel. Ez a jelzés csupán a megfogalmazás eredetét és a szerzői jogokat jelzi, nem szolgál a cikkben szereplő információk forrásmegjelöléseként.